# Alida Valli
Alida Maria Altenburger (Pola, 31 de maio de 1921 — Roma, 22 de Abril 2006) foi uma atriz italiana. Abandonou os estudos para dedicar-se à sétima arte. Em 10 anos, interpretou mais de 25 filmes na Itália, França e Estados Unidos.
Nascida na Ístria italiana, hoje território da Croácia, Valli estreou no filme The Feroce Saladino. Foi casada com o musicista Oscar de Mejo do qual divorciou-se em 1950 após o nascimentos de 2 filhos.